# Grande Rousse
Ne pas confondre avec la grande aiguille Rousse ni avec le massif des Grandes Rousses
La Grande Rousse, ou pic de l'Invergnan, est un sommet des Alpes italiennes culminant à 3 607 mètres d'altitude en Vallée d'Aoste, dans le massif des Alpes grées.

## Toponyme
Le terme Rousse dérive de Rouja, signifiant « glacier » en patois valdôtain.

## Géographie

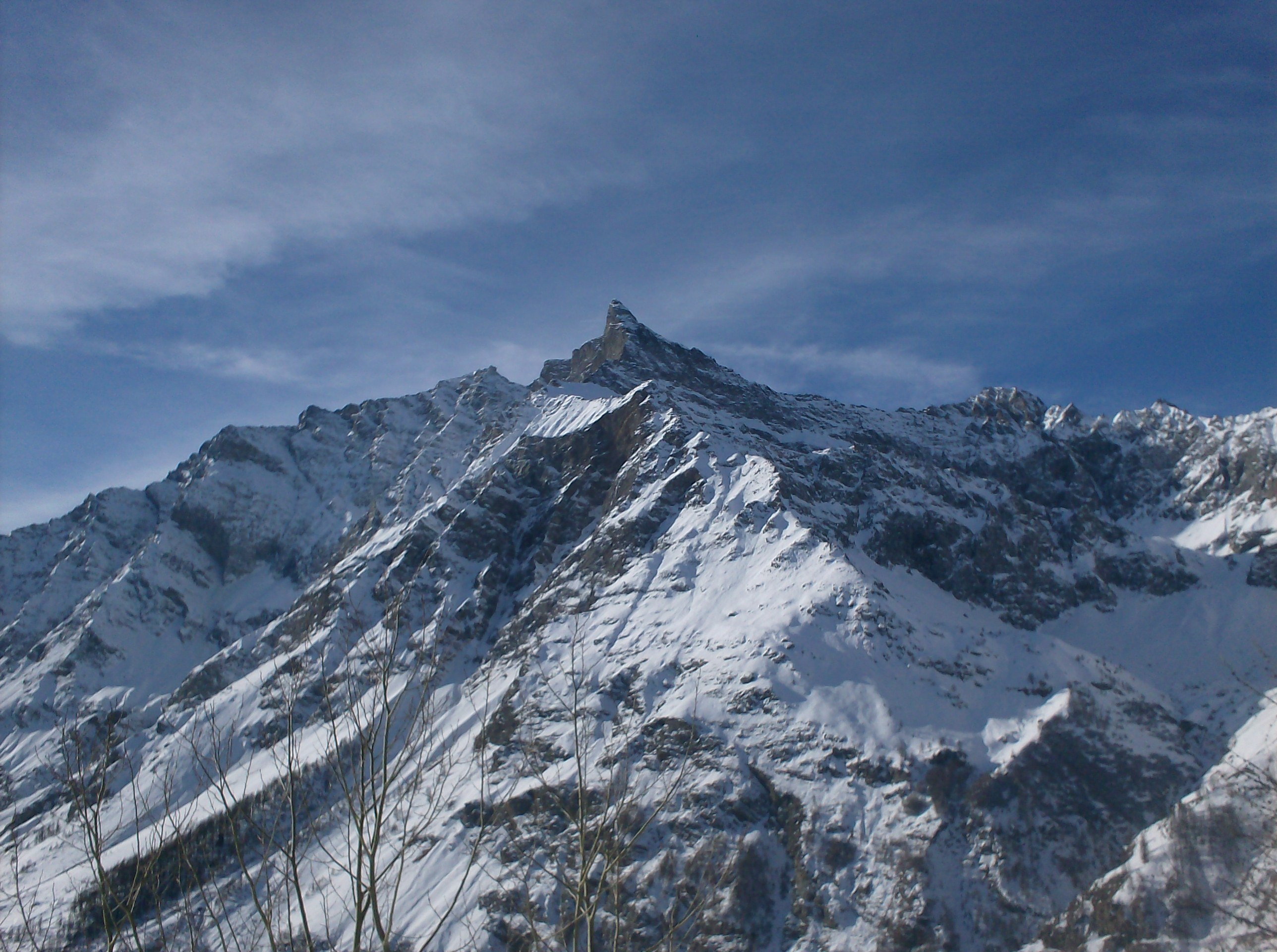
La Grande Rousse vue du val de Rhêmes

La montagne se trouve sur la ligne de crête séparant le val de Rhêmes du Valgrisenche, et elle en constitue le sommet le plus élevé, couvert pour la plupart par le glacier de l'Invergnan.
Elle comporte deux sommets, séparés par le col de la Grande Rousse (3 516 mètres) :
- la cime septentrionale, 3 607 mètres ;
- et la cime méridionale, 3 577 mètres.

## Histoire

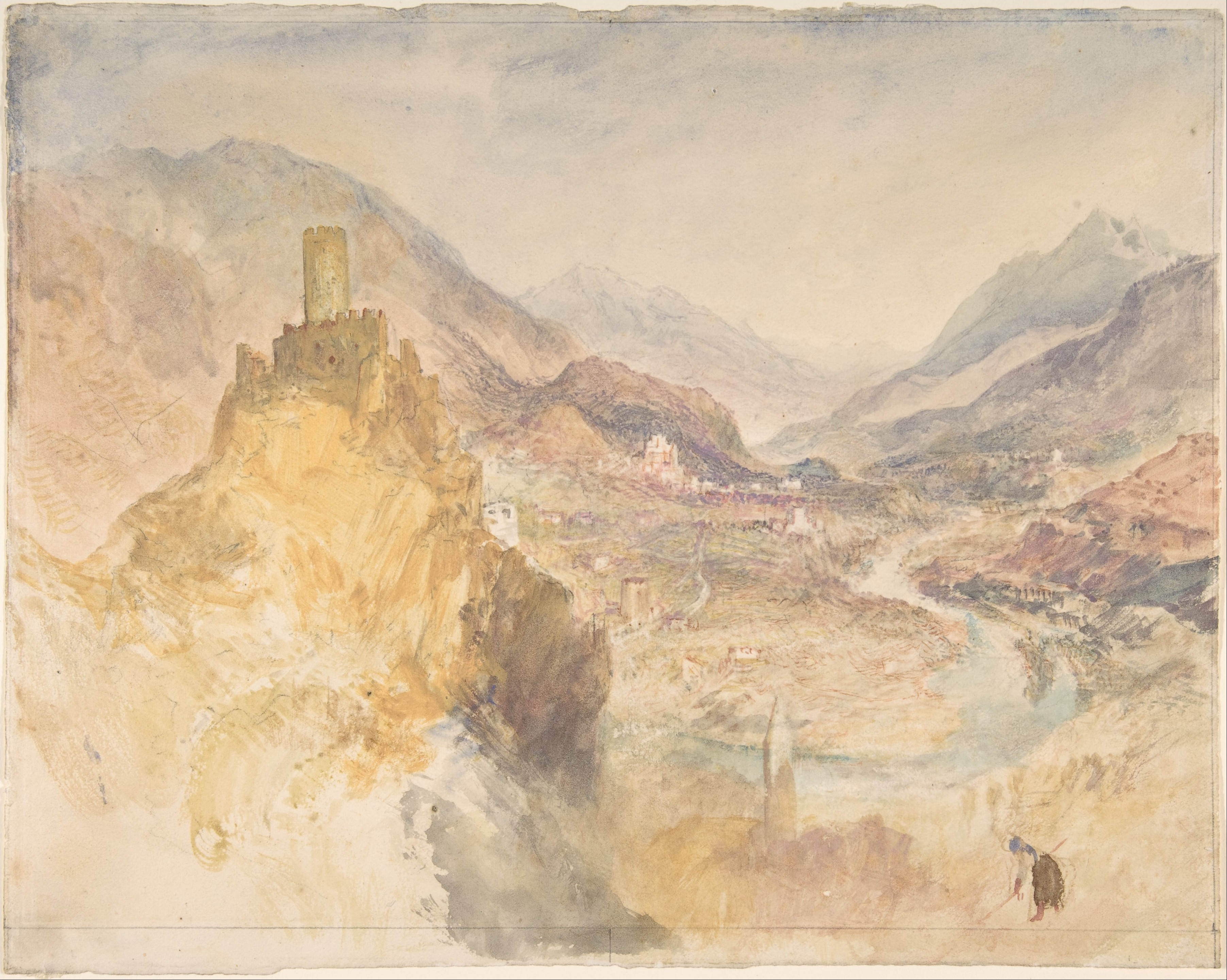
Châtel-Argent et le Val d'Aoste vu du dessus de Villeneuve. William Turner, 1836. Metropolitan, New York.

Le peintre anglais William Turner réalise en 1836 une aquarelle du Châtel-Argent au-dessus de la route de Saint-Pierre avec l'église Saint-Roch sous le château à gauche. Au-delà, la rivière, le vieux pont et la ville de Villeneuve, adossés au val de Rhêmes et au sommet de la Grande Rousse. Elle est conservée au Metropolitan Museum à New York.